# 1330 Spiridonia
Az 1330 Spiridonia (ideiglenes jelöléssel 1925 DB) a Naprendszer kisbolygóövében található aszteroida. Vlagyimir Albickij fedezte fel 1925. február 17-én.